# Baron Gainford

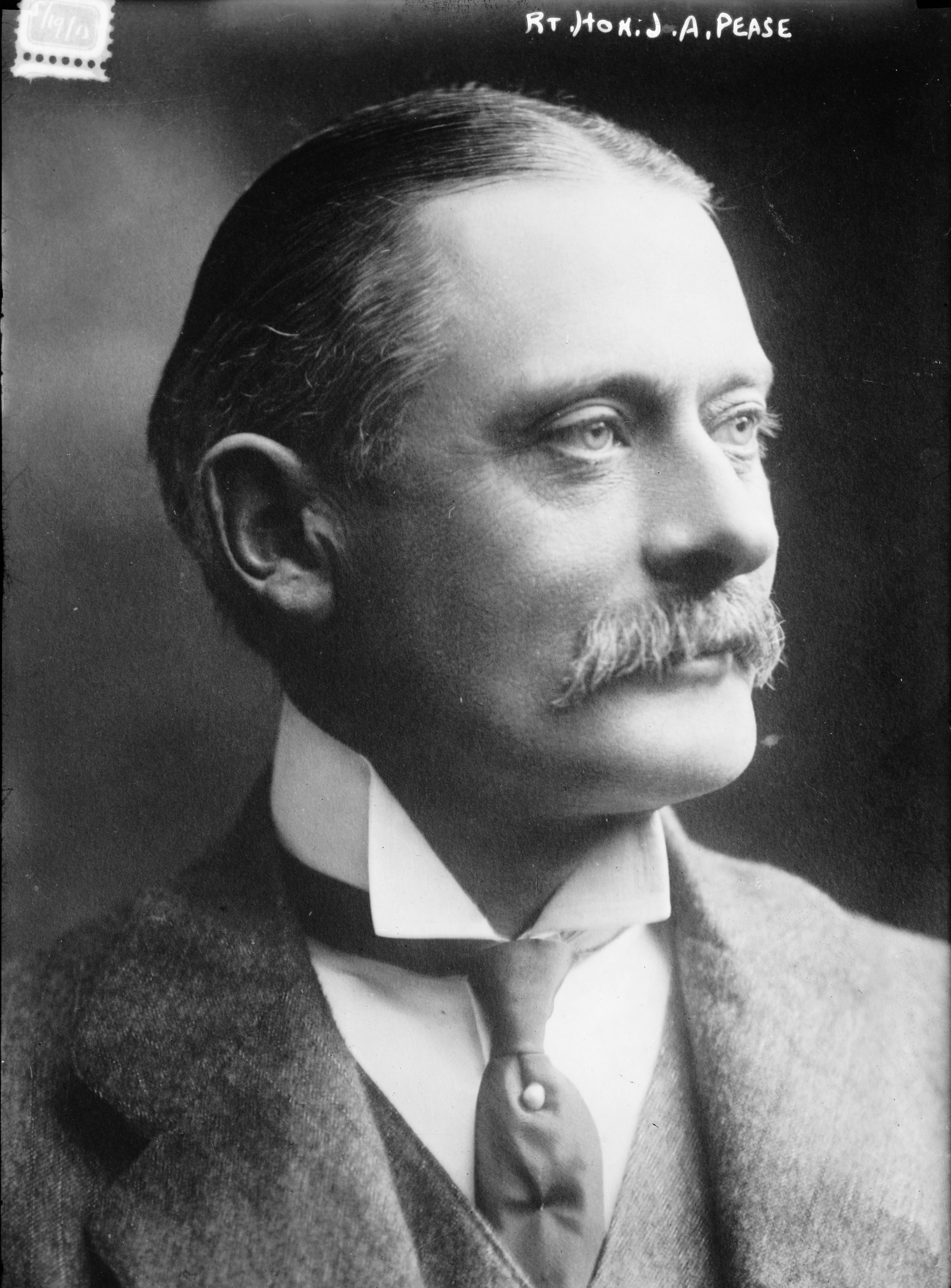
Jack Pease, 1. Baron Gainford

Baron Gainford, of Headlam in the County of Durham, ist ein erblicher britischer Adelstitel in der Peerage of the United Kingdom.
Familiensitz der Barone ist Naemoor Gardens bei Rumbling Bridge in Perth and Kinross.

## Verleihung
Der Titel wurde am 3. Januar 1917 durch Letters Patent für den liberalen Politiker Jack Pease geschaffen.
Heutiger Titelinhaber ist seit 2022 dessen Urenkel Adrian Christopher Pease, 5. Baron Gainford.

## Liste der Barone Gainford (1917)
- Joseph „Jack“ Pease, 1. Baron Gainford (1860–1943)
- Joseph Pease, 2. Baron Gainford (1889–1971)
- Joseph Pease, 3. Baron Gainford (1921–2013)
- George Pease, 4. Baron Gainford (1926–2022)
- Adrian Pease, 5. Baron Gainford (* 1960)

Titelerbe (Heir Presumptive) ist der Bruder des aktuellen Titelinhabers, Hon. Matthew Edward Pease (* 1962).